# Саллі Карбон
Саллі Карбон (англ. Sally Carbon, 14 квітня 1967) — австралійська хокеїстка на траві.
Олімпійська чемпіонка 1988 року, учасниця 1992 року.
Переможниця Трофею чемпіонів 1991, 1993 років, срібна призерка 1989 року.
Чемпіонка світу 1994 року, срібна призерка 1990 року.